# Mieux vaut tard que jamais
Pour les articles homonymes, voir Better Late Than Never (homonymie).
Mieux vaut tard que jamais (Better Late Than Never) est un téléfilm américain réalisé par Richard Crenna, diffusé en 1979.

## Fiche technique
- Titre original : Better Late Than Never
- Titre français : Mieux vaut tard que jamais[1],[2]
- Réalisation : Richard Crenna
- Scénario : John Carpenter
- Photographie : Ronald W. Brown
- Musique : Charles Fox
- Pays d'origine :  États-Unis
- Langue originale : anglais
- Durée : 95 minutes
- Dates de sortie : 
  - États-Unis : 17 octobre 1979

## Distribution
- Harold Gould (VQ : François Cartier) : Harry Landers
- Strother Martin (VQ : Yves Massicotte) : J.D. Ashcroft
- Tyne Daly (VQ : Madeleine Arsenault) : Mlle. Davis
- Harry Morgan (VQ : Robert Rivard) : M. Scott
- Victor Buono (VQ : Marcel Cabay) : Dr. Zoltan Polos
- George Gobel (VQ : Jean-Louis Millette) : Capitaine Taylor
- Jeanette Nolan (VQ : Françoise Faucher) : Celia Polovski
- Donald Pleasence (VQ : Jean-Louis Millette) : Colonel Riddle
- Larry Storch (VQ : Jean Fontaine) : Shérif
- Lou Jacobi (VQ : Victor Désy) : Milton Cohen
- Paula Trueman (VQ : Yolande Roy) : Alice
- William Bogert (VQ : Mario Desmarais) : Psychothérapeute
- Bill Fiore (VQ : Guy Nadon) : Tom Wallace

## Sorties vidéo
- VHS avec recadrage 4/3 (plein écran) et doublage québécois.